# BiełaPAN
BiełaPAN – niezależna białoruska agencja informacyjna.

## Historia
Agencja Biełaruskaje prywatnaje agienctwa nawіn powstała 1 listopada, a zarejestrowana 19 listopada 1991 roku. Założycielem był Alaksandr Lipaj. W pierwszym zespole BiełaPANu pracowali jeszcze Witalij Cygankow i Zoja Gołubniczaja. Po rozpoczęciu pracy do zespołu dołączyła Walerija Iwanowa, a w 1992 roku pełniąca potem funkcję redaktora naczelnego agencji Iryna Leuszyna oraz Andriej Sierieda. Początkowo w agencji powstawało od 5-7 komunikatów, które redaktorzy sami rozsyłali do gazet, potem przesyłano je kurierem. Pierwszą umowę podpisano z gazetą Zwiazda. W 1999 roku powstała strona internetowa. Agencja przekazuje bieżące wiadomości w języku rosyjskim, angielskim i białoruskim. Agencja posiada sieć korespondentów zarówno na terenie Białorusi jak i zagranicą w Rosji, w krajach bałtyckich, na Ukrainie, w Polsce i Czechach. Od 2001 roku agencja realizuje projekt Wybory na Białorusi.
BelaPAN jest właścicielem internetowej gazety Biełorusskije nowosti (naviny.by), którą wydaje od 2002 roku.
W dniu 14 stycznia 2021 roku siedziba BiełaPANu została przeszukana, sprzęt biurowy oraz część odręcznej i drukowanej dokumentacji zostały zajęte, co paraliżuje pracę agencji prasowej.
18 sierpnia 2021 roku siły reżimu Łukaszenki przeszukały redakcję i mieszkania dziennikarzy, skonfiskowały sprzęt i zatrzymały kilku pracowników (redaktor naczelną Iryna Leuszyna i in.), i strony internetowe BiełaPANu (belapan.by i belapan.com) przestały działać. Praca BiełaPANu na Białorusi została sparaliżowana, jednak część redakcji obiecała kontynuować pracę z zagranicy. Więźniowie w ramach sprawy karnej na podstawie art. 342 Kodeksu Karnego Republiki Białoruś („Organizacja lub aktywny udział w akcjach rażąco naruszających porządek publiczny”) Leuszyna, były dyrektor Dzmitryj Naważyłau i księgowa Kaciaryna Bojewa we wspólnym oświadczeniem dziesięć organizacji, między innymi: Centrum Obrony Praw Człowieka Wiosna, Białoruskie Stowarzyszenie Dziennikarzy, Białoruski Komitet Helsiński, zostali uznani za więzionych politycznych.
W listopadzie 2021 roku KGB ogłosiło BelaPAN formacją ekstremistyczną. Utworzenie takiej formacji lub udział w niej jest na Białorusi przestępstwem i rzeczywiście Leuszyna i Naważyłau zostali oskarżeni o utworzenie formacji ekstremistycznej. Strony internetowe BelaPAN, już zablokowane na Białorusi, przestały się aktualizować.

## Nagrody
- 2004 Nagroda Dmitrija Zawadzkiego – „Za odwagę i profesjonalizm”, jako „potwierdzenie doskonałej reputacji BelaPAN i uznania wysokiego profesjonalizmu dziennikarzy”[15].
- 2005 Nagroda im. Gerda Buceriusa dla Wolnej Prasy na Europę Wschodnią znana jako Free Media Award(inne języki)[6].
- 2006 BelaPAN i wydana przez niego gazeta Biełorusskije nowosti otrzymały nagrodę Runiet za priediełami RU[16].